# سیارک ۱۳۱۸۰
سیارک ۱۳۱۸۰ (به انگلیسی: 13180 Fourcroy، نامگذاری:1996HV19) سیزده هزار و صد و هشتادمین سیارک کشف شده‌است که در ۱۸ آوریل ۱۹۹۶ کشف شد.
قدر مطلق سیارک برابر ۲۹.۵ است.